# Alan Fletcher
Alan Fletcher (* 27. September 1931 in Nairobi, Kenia; † 21. September 2006 in East Sussex) war ein britischer Grafikdesigner und Typograf.

## Leben und Werk
Fletcher studierte 1950 und 1951 an der Central School of Art and Design in London, 1952 und 1953 war er Assistent des Typografen Herbet Spencer. Von 1953 bis 1956 studierte er am Royal College of Art in London. An der Yale University School of Architecture and Design in New Haven studierte er 1956 bei Paul Rand, Herbert Matter und Josef Albers. Danach arbeitete er als Grafikdesigner für IBM, das Fortune Magazine und in Los Angeles für Saul Bass.
1962 gründete er mit Colin Forbes und Bob Gill das Designstudio Fletcher / Forbes / Gill. Zu ihren Auftraggebern zählten Penguin Books und Olivetti. 1965 verließ Bob Gill das Designstudio und Theo Crosby wurde Mitglied des Studios Crosby/Fletcher/Forbes. 1972 wurde aus diesem Designstudio die Firma Pentagram in London, eines der weltweit renommiertesten Designstudios mit Auftraggebern wie Victoria & Albert Museum, Kodak und Lloyd’s of London. Neben Crosby und Forbes waren Kenneth Grange und Mervyn Kurlansky Partner bei Pentagram. 1992 verließ Fletcher Pentagram und arbeitete als selbständiger Gestalter und Berater unter anderem für die Zeitschrift Domus, das F.A.Z.-Magazin und den Verlag Phaidon Press.
Fletcher gilt als einer der maßgeblichen britischen Designer und Typografen des 20. Jahrhunderts.
Er publizierte zahlreiche Bücher, darunter den Designklassiker The Art of Looking Sideways (2001).
2025 wurde Fletcher zum Mitglied der American Academy of Arts and Sciences gewählt.